# 圓球雀魚
圓球雀魚，為輻鰭魚綱鮋形目杜父魚亞目絨杜父魚科的其中一種，是一种溫帶海水魚，分布於東北太平洋阿拉斯加Unimak海峽及阿留申群島海域，棲息深度58-330公尺，體長可達11.5公分，棲息在泥底質或岩石底質底層水域，生活習性不明。